# Sonja Bertram
Sonja Bertram (Frechen, 14 september 1984) is een Duitse actrice.

## Biografie
Sonja Bertram studeerde zang, dans en acteren aan de Hochschule für Musik und Tanz in Keulen/Aachen. De actrice groeide op in Dießen am Ammersee (Vrijstaat Beieren).

## Filmografie
- 1998-2002: Für alle Fälle Stefanie - Am Abgrund en Bangen und Hoffen (televisieserie)
- 1999: Lieber böser Weihnachtsmann als Marie (televisiefilm)[1]
- 2000: Ein unmöglicher Mann
- 2000: Bei aller Liebe - Ich liebe dich (televisieserie)
- 2001: Der Landarzt - Maria und Maik (televisieserie)
- 2001: Anwalt Abel - Zuckerbrot und Peitsche (televisieserie)
- 2001: Unser Charly - Das kann nur Charly sein en Reingelegt (televisieserie)
- 2001: Sturmfrei
- 2001: Das Schneeparadies als Julia (televisiefilm)[2]
- 2002: Für alle Fälle Stefanie (televisieserie)
- 2003: Um Himmels Willen - Belagerungszustand
- 2003: Siska - Mädchen (televisieserie)
- 2003: Medicopter 117 - Jedes Leben zählt - Blitzschlag (televisieserie)
- 2006: Bravo TV Fiction
- 2006: Die Rosenheim-Cops - Auf Eis gelegt (televisieserie)
- 2007: Der letzte Zeuge - Den Sieg im Blut (televisieserie)
- 2008: Aktenzeichen XY ... ungelöst (televisieserie)
- 2009: SOKO Wismar - Spieglein, Spieglein (televisieserie)
- 2010/11: Hand aufs Herz [3]
- 2012: Wege zum Glück - Spuren im Sand als Nina (televisieserie)
- 2013: Letze Spur Berlin
- 2015: Tod den Hippies!! Es lebe der Punk
- 2015: Inga Lindström – Elin und die Anderssons (televisieserie)
- 2016: Chaos-Queens - Für jede Lösung ein Problem
- 2017: Das Traumschiff - Tansania (televisieserie)
- 2019: Die Rosenheim-Cops - Drei Schwestern und ein Todesfall (televisieserie)